# Гранди, Бруно
Бруно Гранди (итал. Bruno Grandi; 9 мая 1934, Форли, Эмилия-Романья, Королевство Италия — 13 сентября 2019) — деятель итальянского и международного олимпийского движения.

## Биография
Окончил Институт физического воспитания в Риме по специальности «преподаватель физического воспитания».
Член юниорской сборной Италии по Спортивной гимнастике.
После окончания спортивной карьеры — профессор Римского университета.
Тренер национальной юниорской команды.
1969—1977 — технический директор мужской сборной Италии по гимнастике.
1977—2000 — президент Федерации гимнастики Италии.
1982—1989 — вице-президент Европейского союза гимнастики.
1985—1992 — член исполкома Международной федерации гимнастики.
С 1987 года — вице-президент НОК Италии.
С 1996 года по 2016 год — президент Международной федерации гимнастики .
С 1998 года по 1999 год — президент-регент Национального олимпийского комитета Италии.
С 2000 года по 2004 год — член Международного олимпийского комитета.

## Награды
- Великий офицер орден «За заслуги перед Итальянской Республикой» (27 декабря 2011 года)[2]
- Командор ордена «За заслуги перед Итальянской Республикой» (27 декабря 1993 года)[2]
- Орден «За спортивные заслуги» II степени II типа (Румыния, 2004 год)[3]
- Олимпийский орден (МОК, 2004 год)[4]
- Золотая цепь за спортивные заслуги (НОК Италии, 2004 год)[5]
- Орден НОК Белоруссии (2008 год)[6]